# Dociostaurus maroccanus
Dociostaurus maroccanus of Marokkaanse treksprinkhaan is een rechtvleugelig insect uit de familie veldsprinkhanen (Acrididae). De wetenschappelijke naam van deze soort is voor het eerst geldig gepubliceerd in 1815 door Thunberg.

## Leefwijze en gedrag
In de gregarische fase vertoont de Marokkaanse treksprinkhaan het typische zwermgedrag van een treksprinkhaan en kan dan grote schade aan oogsten toebrengen. Omdat deze soort slechts één generatie per jaar voortbrengt is een plaag relatief eenvoudig te voorkomen, door bijtijds de eieren op de broedplaats te vernietigen, dan wel de jonge dieren na uitkomen direct te oogsten voor consumptie. Wordt dit verzuimd, omdat de broedplaats onontdekt is of onbereikbaar door bijvoorbeeld oorlogsomstandigheden, dan kan de populatie zich tot een moeilijk te bestrijden plaag ontwikkelen, die jaren van bestrijding vergt. Hoewel de zwermen veel kleiner zijn dan die van de Woestijnsprinkhaan, kunnen zij dan in een aantal jaren hun leefgebied aanzienlijk uitbreiden.